# Enki

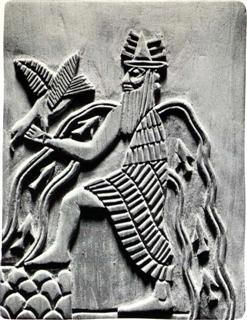
Enki

Enki o Enkil (en sumerio: 𒀭𒂗𒆠 DEN-KI) es un dios de la mitología sumeria, posteriormente conocido como Ea y así conocido en las mitologías acadia y babilónica. Significa El señor de la tierra, es hermanastro del dios Enlil, e hijo de Anu. Su misión es la de crear a los hombres e impulsar a que otras divinidades los creasen. Dota a los humanos con las artes, oficios y medios técnicos para la agricultura.

## Descripción
«Enki es representado en tablillas asirias como un dios que recibe de tres dioses menores, uno cornudo, otro del viento y otro de la vegetación, el agua que habrá de transmutar en un mortero la vida que circula en el cuerpo de dos serpientes.»

«Enki» (de En = Señor, ki = tierra), o «Ea» (quizás se trata de un nombre compuesto por los signos E = «templo» o «casa» y A = «agua»), como lo denominaron los acadios y babilonios, asociándolo quizás a un antiguo dios acadio de nombre tal vez «Ia».[cita requerida]
Se le asocia con el mundo acuático y reina en el Apsu, un lugar situado en las profundidades de la tierra, donde fluyen «las aguas primordiales». Enki Nudimmud (uno de sus epítetos más usados, algo así como «hacedor») es el dios de la sabiduría, señor de la magia, la construcción, las artes, el diseño y la creación. Es uno de los tres dioses más importantes (con Enlil y Anu) de la cultura mesopotámica, surgida en el valle del Tigris y el Éufrates.[cita requerida]
Según la leyenda épica acadia de Atrahasis, los grandes dioses sacrificaron al dios menor Geshtu-E y crearon a la humanidad, mezclando la carne del dios y su sangre con la arcilla. Existen diferentes versiones de la creación de la humanidad en el ámbito mesopotámico y en cada una el dios sacrificado es diferente. Luego, Enki les instruyó sobre rituales de purificación para el primero, el séptimo y el decimoquinto día de cada mes. Después de que la diosa madre (también varía) mezcla la arcilla, toda la tropa de dioses escupen saliva sobre ello. Luego la diosa madre y Enki realizan un ritual mágico y Enki recoge 14 trozos de arcilla, de los cuales creó a siete hombres y siete mujeres.[cita requerida]
También es el creador de los apkallu (ab-gal-lu, «gran hombre del mar» u «hombre del gran mar», en sumerio), espíritus sabios mitad hombre mitad pez que ejercieron de sacerdotes de Enki y consejeros de los primeros reyes mitológicos.[cita requerida]
Su templo principal es el «É-engur», situado en la ciudad de Eridu. Enki es el detentor de los «Me», los decretos preordenados inmutables de los dioses o fuerza impersonal que fundamenta las instituciones sociales, las prácticas religiosas, las tecnologías, los comportamientos, las costumbres y las condiciones humanas que hacen posible la civilización, tal como los sumerios la entendían.[cita requerida]
Sus símbolos son la cabra y el pez, que más tarde se refundieron en una única bestia denominada capricornio. De ahí que, astronómicamente, se asocie a las constelaciones de Acuario y Capricornio, aunque también se le relaciona con el planeta Mercurio. Se representa como una figura masculina portando o vertiendo agua.[cita requerida]

## Mito

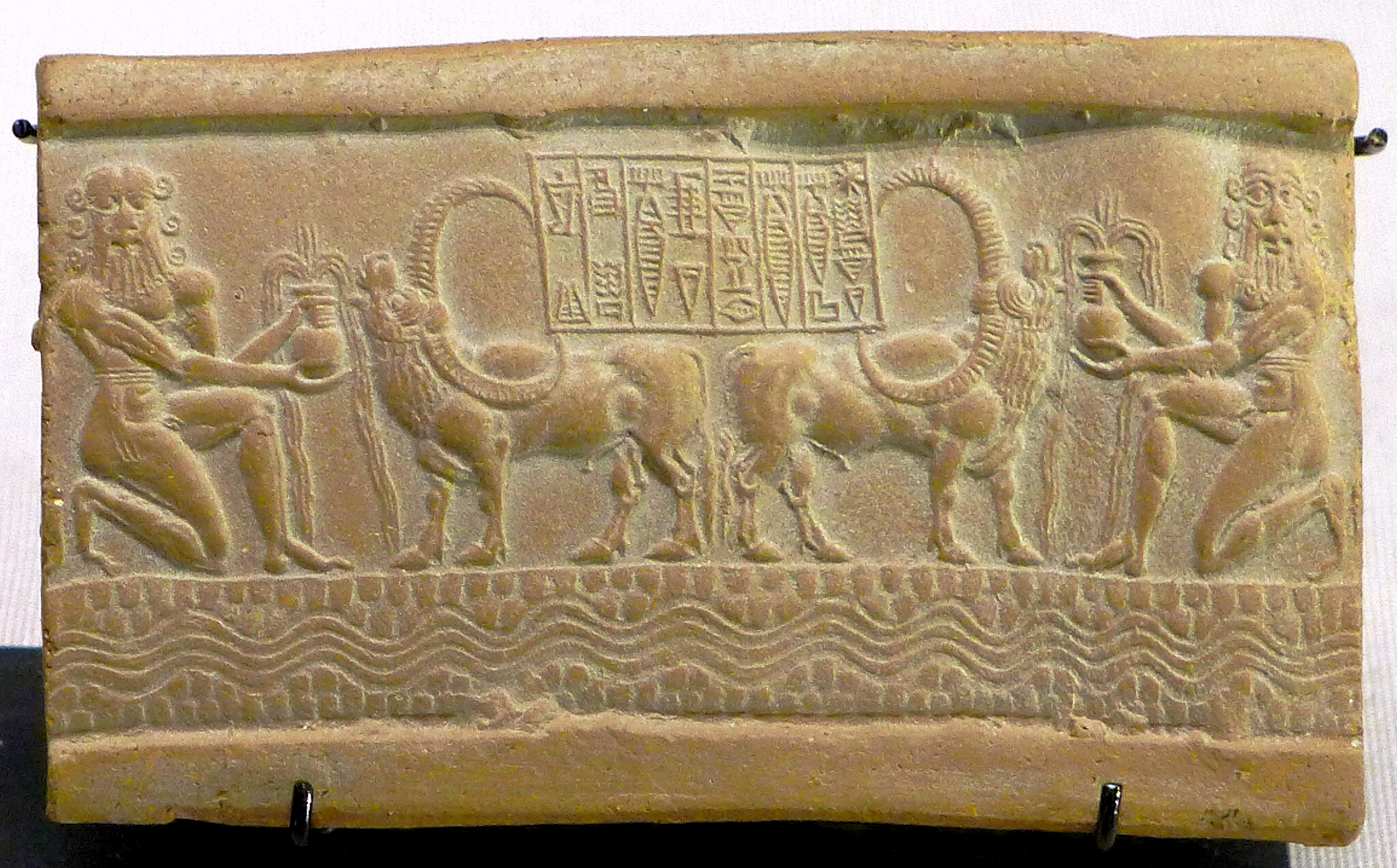
Impresión de un sello cilíndrico acadio con la inscripción. El Divino Príncipe Sharkalisharri de Acad Ibni-Sharrum.

En Atrahasis, Enlil intenta destruir a la humanidad en tres oportunidades, molesto por sus hábitos ruidosos. En el último de estos intentos, arrasa la Tierra con un Diluvio. La humanidad consigue salvarse gracias a la intervención de su medio hermano, Enki, que ordenará a Atrahasis, la construcción de un enorme barco en el que deberá cargar semillas y animales. Luego Enlil inunda la Tierra abriendo las compuertas del cielo. Los demás dioses reprenden a Enlil ya que necesitan los sacrificios que realizan los humanos para alimentarse. Cuando las aguas se retiran, Ziusudra ofrece un sacrificio a los dioses, que lo reciben hambrientos. Finalmente Enki solicita a la diosa madre la creación de nuevos seres humanos.[cita requerida]